# ブノワ・バスティアン
ブノワ・バスティアン（フランス語: Benoît Bastien、1983年4月17日 - ）はフランスのサッカー審判員。

## 来歴
2011年、審判員になってわずか4年目の28歳にしてリーグ・アンを担当する審判員（フェデラル1）となった。ロレーヌリーグの地域審判技術顧問（CTRA）であり、アラン・サーシュの後任として、審判のアシスタントテクニカルディレクターに就任した。
2014年1月、ローラン・デュアメルの後任として国際サッカー連盟 (FIFA) に国際審判員として登録される。
2015年にはクープ・ドゥ・ラ・リーグ2014-15決勝・バスティア対パリ・サンジェルマンの試合を担当する。
2017年には100回目を迎えたクープ・ドゥ・フランス決勝、アンジェSCO対パリ・サンジェルマンの試合を担当。同年6月にはポーランドで開催されたUEFA U-21欧州選手権2017の審判団に選ばれ、決勝のドイツ対スペインの主審も務めた。同年9月13日、UEFAチャンピオンズリーグ 2017-18グループリーグの初戦・レアル・マドリード対APOELニコシアの主審を務めた。
2018年、バスティアンはUEFAにおける審判の最上位カテゴリーであるUEFAエリートのリストにクレマン・トゥルパンと共に名を連ねた。UEFAエリートにフランス人審判が2名加わるのは2011年以来のこととなる.

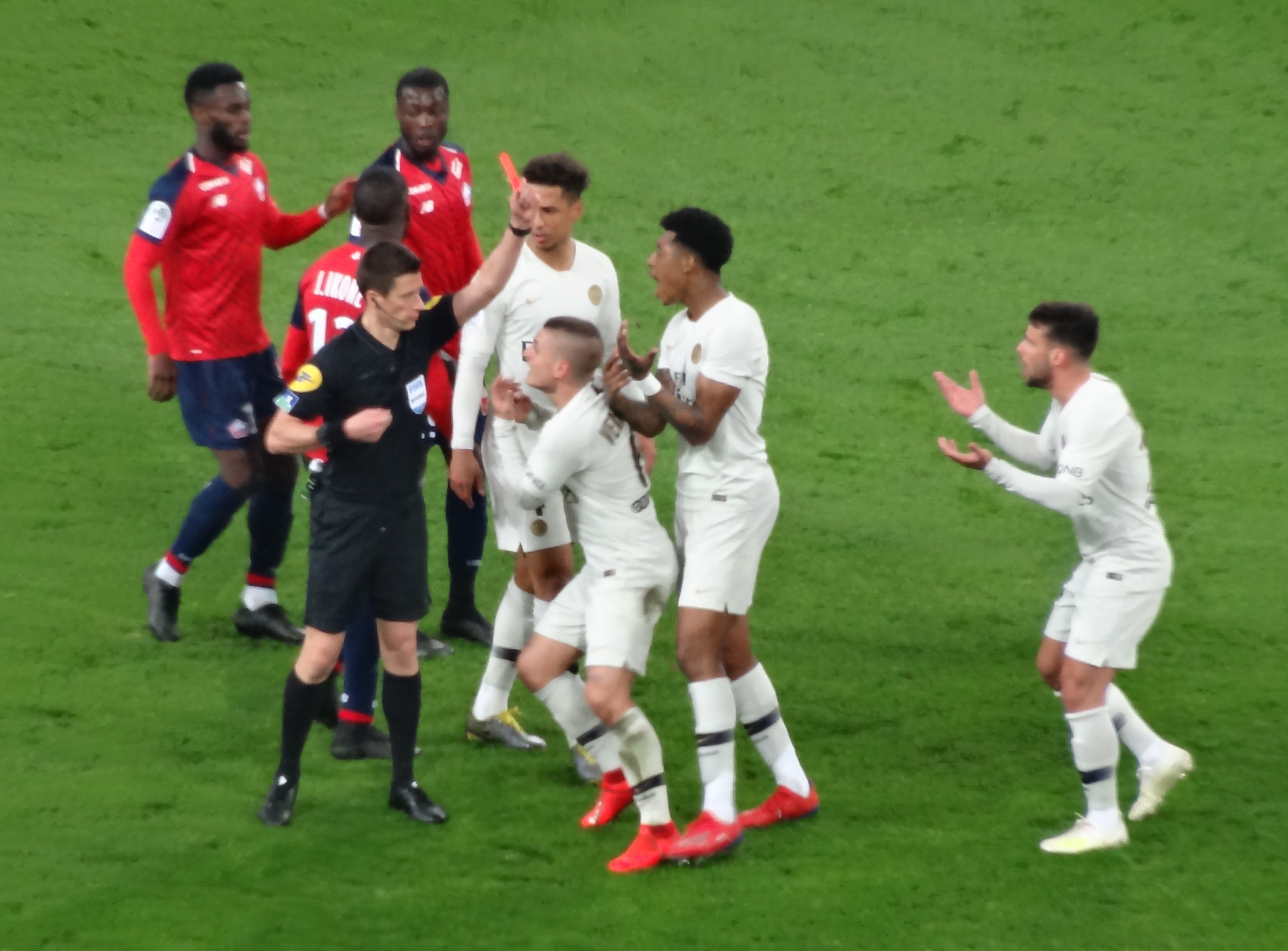
ファン・ベルナトの退場処分後、バスティアンの前で抗議するマルコ・ヴェッラッティ（2019年）。

2019年1月9日、パルク・デ・プランスで行われたクープ・ドゥ・ラ・リーグ2018-19の準々決勝・パリ・サンジェルマン対ギャンガン戦の主審を務めたが、この試合でギャンガンに3本のPKを与え、ギャンガンが1-2で勝利を収めた。
2022年にはトロフェ・UNFP・デュ・フットボールのリーグ・アン年間最優秀審判に選ばれている.

## 挿話
- 冷静さと緊張感で試合をコントロールすることで知られており、2018年にはクレルモン＝フェランでメンタルトレーナーとして大学の学位を取得している[5]。